# LT22 Radio La Colifata
Radio La Colifata es una emisora radial de frecuencia modulada argentina, que transmite en la frecuencia de 100.3 MHz en Buenos Aires. Debe su nombre al lunfardo «colifato», «loco querible» y posee la peculiaridad de ser la primera en el mundo conducida por pacientes de un psiquiátrico.

## Origen
Fue creada el 3 de agosto de 1991, por iniciativa del entonces estudiante y posteriormente psicólogo Alfredo Olivera como parte de la terapia de recuperación para pacientes del Hospital Neuropsiquiátrico Dr. José T. Borda. La intención original del programa era dotar a pacientes internados y externados de un espacio de autonomía y facilitarles herramientas para recuperar la iniciativa necesaria para su reinserción a la salida de su internación. 
Olivera buscaba: 

Reconstruir el uso del lenguaje (...) cuya pérdida es uno de los elementos asociados a las psicosis.

Modificar la idea de que los internos psiquiátricos son gente peligrosa (...) y mejorar la comprensión del problema del sufrimiento psíquico.

### Sus inicios
En su formato original las emisiones grabadas con los internos se transmitían en forma de una columna especializada en la FM comunitaria S.O.S. de San Andrés, provincia de Buenos Aires; Olivera dirigía las sesiones de grabación, en las que cada interno tomaba un dictáfono o grabador de cinta portátil y hablaba libremente de lo que quisiera comunicar. Luego eran editados de manera artesanal en un sistema doble casetera en forma de micro-programas de hasta dos minutos de duración. Los resúmenes de las grabaciones convocaron a una amplia audiencia, lo que posibilitó que, varios años más tarde, se reuniera el equipo necesario para transmitir desde el mismo Hospital Borda, donde se encuentra desde entonces la emisora.  Los locutores Lalo Mir y Adrián Noriega y el periodista Nelson Castro captaron este fenómeno y colaboraron en su desarrollo transmitiendo micros en sus programas radiales.Las transmisiones directas desde el hospital se realizan los días sábado, entre las 14:00 y las 20:00 horas. La radio se puede escuchar en vivo en la página de Internet o también en la FM 100.3. Transmite en vivo por Internet las 24 horas del día. Las seis horas de programación se retransmiten en formato de microprogramas que no duran más de dos o tres minutos durante la semana en varias emisoras argentinas, uruguayas y mexicanas. Los martes de 9,30 a 10 se realiza un programa en Duplex entre la Colifata y Contacto Noriega, un programa que conduce Adrián Noriega y que sale en cadena en varias emisoras, Programas con gran reconocimiento por la Cadena Hispanoamericana de Noticias por el Periodista y Productor Guillermo Gauna  en bienestar y desarrollo social que es replicado. También se pueden realizar visitas los días de transmisión en la calle Ramón Carrillo 375, en el barrio de Barracas, en la Ciudad Autónoma de Buenos Aires, Argentina.

### Equipamiento técnico
El equipamiento técnico se adquirió mediante donaciones individuales y dos subsidios oficiales, uno de la secretaría de Desarrollo Social de la Nación en 1996 y otro del gobierno porteño en 1997. Su primer transmisor -de fabricación casera- fue donado por el señor Américo de la radio barrial comunitaria de San Miguel en 1992 y su potencia era de solo 1 watts.  En 1997 la empresa fabricante de equipamiento radial M-31 donó un transmisor de 300 watts, y el programa de televisión Sorpresa y Media conducido en ese entonces por Julián Weich facilitó la antena.  Desde 2011 transmite con una potencia de 10 000 watts (10 kilowatt)  En 2014 con motivo de su 23° aniversario estrenaron nueva antena y nuevo transmisor, llegando con su cobertura a casi toda la ciudad de Buenos Aires. Estos fueron financiados con recursos provenientes del gobierno nacional a través de la Autoridad Federal de Servicios de Comunicación Audiovisuual (AFSCA). En 2019 - luego de 28 años de labor ininterrumpida- obtuvo su licencia definitiva otorgada por ENACOM.
Desde 2015 su frecuencia se encuentra  interferida de manera ilegal por la Cadena Vida, emisora de una iglesia evangelista del barrio de San Cristóbal que le alquila la señal a un transmisor ilegal que se encontraba ubicado en las torres de Dock Sud, provincia de Buenos Aires. Desde 2016 La Colifata ha realizado denuncias de manera reiterada por dicha interferencia frente al ENACOM  sin obtener — A enero de 2024— respuesta alguna.  El resto del equipo —una consola mezcladora de 6 canales, equipo de grabación y reproducción de CD, DAT, casetes y discos de vinilo, micrófonos y un automóvil Citroën que funciona como unidad móvil— provinieron de donantes particulares.  El futbolista Oscar Ruggeri, junto con Lalo Mir y la ONG Organización Ecológica Utopía, reunió los fondos para la construcción del local del estudio dentro del predio del Borda. Olivera actuó como ingeniero de grabación, con la colaboración de internos y exinternos. También cuentan con estudios propios, dentro del hospital, construidos gracias a una empresa privada.

## Influencia mundial
Su accionar fue replicado en varias partes del mundo basándose en los progresos realizados en la colifata y adaptados a los medios y la cultura de cada país.
También ha sido promocionada por Coca-Cola Company en España para su producto «Bebida Isotónica Aquarius».
Otro difusor de la colifata fue el cantautor franco-español Manu Chao, quien, conoció a La Colifata a través de los micros realizados en la emisora y entregados al director Carlos Larrondo. Estos micros formaron parte de un compilado de grupos musicales de la calle del barrio Gótico de Barcelona (che*sudaka, entre otros). 
Los miembros de La Colifata también tuvieron la experiencia de trabajar como extras en la película Tetro de Francis Ford Coppola.
El grupo español El Canto del Loco la publicó en un CD+DVD donde comparten vivencias con los miembros de La Colifata llamado Radio La Colifata presenta a El Canto del Loco. 
Participaron en un video con el cantante argentino Javier Calamaro de un tema de su último disco «este minuto».
Se la puede escuchar en línea a través de su sitio web. www.lacolifata.org 
A su vez se han realizado innumerables documentales e informes a escala nacional e internacional 
En 2000 LT22 Radio La Colifata, un documental francés de 53 minutos dirigido por Pierre Barouger y Chloé Ouvrard. 
En 2001 Alejandra Perdomo dirigió el documental Rompiendo muros sobre esta radio y en España, Carlos Larrondo dirigió otro.
En 2021 el Canal Franco-Alemán ARTE Reportage publicó un nuevo documental sobre la emisora que da cuenta de su alcance terapéutico y muestra sus nuevos proyectos ligados a la economía solidaria y sustentable que permite a los pacientes crear trabajo para sí mismos a la vez que promocionar el desarrollo de econoñías regionales. 
En 2007 recibió la Mención Especial de los Premios Konex otorgado por la Fundación Konex.

## Experiencias basadas en radio La Colifata en el mundo
La radio se convirtió en modelo de otras.
Varias radios han tomado la base de La Colifata adaptándola cada una a su criterio de trabajo y comunidad en la que se encuentran.
- Sitio de radio Nikosia, Barcelona, España.[11][12][13]
- Radio Vilardevoz, Montevideo, Uruguay.[14]
- Sitio de Programa de Radio Travesías, Marbella, Málaga, España.[15]
- Sitio de Podemos Volar, San José, Costa Rica.[16]
- Sitio Radio Les Z'entonnoirs, Roubaix, Francia[17]
- Radio Diferencia, Valparaíso, Chile.[18]
- Radio estación Locura, Santiago, Chile.[19]
- Radio Radiola, Tandil, Argentina.[20]
- Radio Total Normal, Suecia.[21]
- Radio Citron, París, Francia.[22]
- Radio Descosidos, Lima, Perú